# Hotel África
El Hotel África (en inglés: Hotel Africa) es un hotel en la costa occidental de Liberia en el suburbio norte de la ciudad de Monrovia llamado Virginia. En 1979, el hotel, el más grande de Liberia, fue sede de la conferencia de la Organización para la Unidad Africana. La conferencia fue encabezada por el presidente William R. Tolbert, Jr., quien fue presidente del grupo en el momento, pocos meses antes de ser derrocado por Samuel Doe. Durante la guerra civil de Liberia, muchos pilotos de origen ruso y ucraniano se quedaron en el hotel. En la década de 1980 fue propiedad del empresario británico-liberiano Michael Doe. 

## Referencias

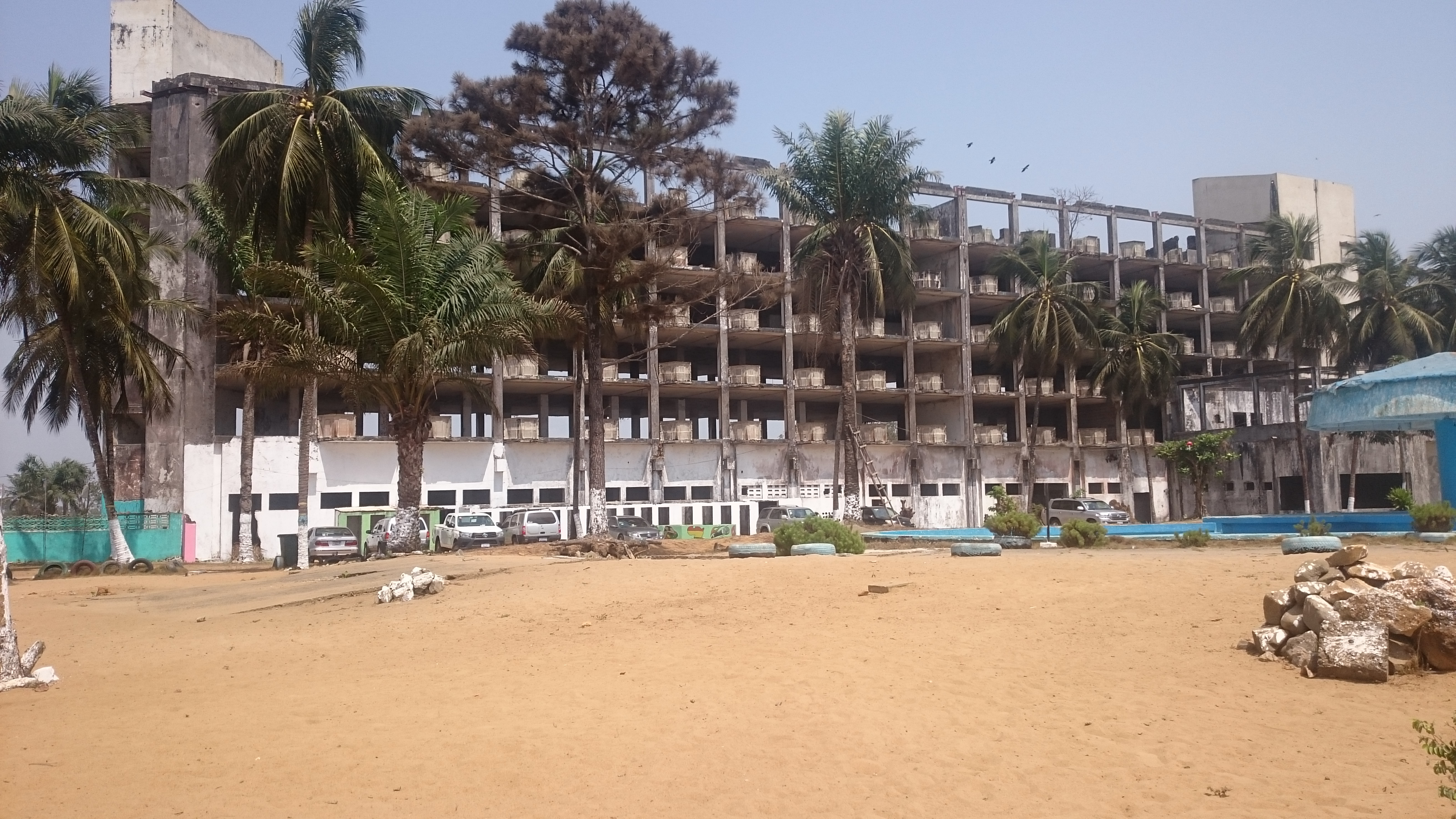
Hotel África después de la guerra (2019).